# Fuldverbum
 Der er for få eller ingen kildehenvisninger i denne artikel, hvilket er et problem. Du kan hjælpe ved at angive troværdige kilder til de påstande, som fremføres i artiklen.

Et fuldverbum  er et verbum, der modsat modal- og hjælpeverber, kan stå alene i en sætning og stadig give mening. Det er egentlig alle andre verber end modal- og hjælpeverber. Modal- og hjælpeverber giver ingen mening, når de ikke har et fuldverbum at knytte sig til. 
Eksempel:
Jeg arbejder - 'at arbejde' er et fuldverbum, da det ikke har brug for andre verber at knytte sig til for at kunne danne en rigtig sætning med en klar betydning.
Jeg skal - 'at skulle' er ikke et fuldverbum, da det ikke giver mening at stille det alene i en sætning.
Kombinationen af ef fuldverbum og et eller flere hjælpeverber kaldes en verbumgruppe af Christian Becker-Christensen.
Nogle ord kan både betegnes som fuld- og hjælpeverber, når de bruges til dannelse af sammensatte tider i aktiv og passiv. 
Eksempel:
Jeg har en kone - her er 'at have' sit eget verbum, som ikke er der for at danne tid med et andet verbum.
Jeg har spist min kone - Her fungerer 'at have' som et hjælpeverbum i perfektum
| Modalverber                                | Hjælpeverber                         | Fuldverber                             |
| ------------------------------------------ | ------------------------------------ | -------------------------------------- |
| burde, kunne, måtte, skulle, ville og lade | være, have, ville, skulle, blive, få | hoppe, stege, sutte, gå, arbejde, have |